# لورا مونتالوو
 لورا مونتالوو (انگلیسی: Laura Montalvo؛ زادهٔ ۲۹ مارس ۱۹۷۶) یک تنیس‌باز اهل آرژانتین است. 